# Ђомичи (Перуђа)
Ђомичи је насеље у Италији у округу Перуђа, региону Умбрија.
Према процени из 2011. у насељу је живело 6 становника. Насеље се налази на надморској висини од 504 м.